# Serra de Claret
La Serra de Claret és una serra situada als municipis de Torà  i de Pinós, al (Solsonès), amb una elevació màxima de 747,4 metres.